# 吳若瑄
吳若瑄（英語：Ella Wilkins，2005年7月25日—），台灣童星。拍攝過數部戲劇和廣告，並曾與王菲合作。

## 早年生活
吳若瑄的父親為美國人，母親為台灣人，具有英國、瑞典、德國和台灣血統。哥哥吳文瑄亦為廣告童星。
她喜愛民俗舞蹈和繪畫。

## 影視作品

### 戲劇節目
| 年份   | 電視頻道   | 戲劇名稱           | 飾演角色     | 登場集數                 | 備註                  |
| ------ | ---------- | ------------------ | ------------ | ------------------------ | --------------------- |
| 2014年 | 中視、中天 | 《勇敢說出我愛你》 | 石亮妤(果果) | 全劇                     | 主演                  |
| 2014年 | 台視、八大 | 《妹妹》           | 小繼薇       | 第1、7、8、10、11集      | 動畫配音: 第4、6、7集 |
| 2016年 | 公視       | 《征子迷你劇集》   | 李婕妤       |                          | 客串                  |
| 2016年 | 搜狐視頻   | 《親愛的，公主病》 | 小星辰       |                          |                       |
| 2016年 | 台視       | 《遺憾拼圖》       | 依柔         | 第10-12集                | 客串                  |
| 2016年 | 三立       | 《飛魚高校生》     | 小雨鰈       | 第1集、3集、5集-6集、8集 | 客串                  |
| 2018年 | 騰訊視頻   | 《幸福，近在咫尺》 | 小蔣一依     | 第8集                    | 客串                  |

### 廣播節目
| 播出日期      | 電台名稱     | 節目名稱   | 備註                 |
| ------------- | ------------ | ---------- | -------------------- |
| 2013年7月21日 | 環宇廣播電台 | 童話夢想家 | 與哥哥吳文瑄一同演出 |

## 音樂作品

### 參與專輯
| 專輯發行日期  | 專輯名稱                  | 歌曲名稱   | 備註                          |
| ------------- | ------------------------- | ---------- | ----------------------------- |
| 2014年7月23日 | 勇敢說出我愛你 電視原聲帶 | 《潑水歌》 | 戲劇節目插曲 與賀軍翔一同演唱 |

## 廣告、活動代言

### 2009年
- 克勞蒂杯子蛋糕 平面廣告

### 2010年
- 現代汽車i30 雙面篇 平面和電視廣告
- 舒潔淨99抗菌濕紙巾 電視廣告
- 桂格燕麥飲料 電視廣告
- 高雄都廳苑房地產 電視廣告
- Conan愛不釋手 平面和電視廣告
- 麥當勞 笑口常開篇 電視廣告
- 克勞蒂杯子蛋糕 平面廣告
- 卡萊爾網路短劇-女人˙真愛˙旅程 短劇影片廣告
- Pilochi Moyoko 2010春夏季 服裝型錄
- Fido Dido 2010春夏季 服裝型錄
- 2010 統一多多星Top10
- Goldwell 台灣歌薇 2010國際魔髮發表秀

### 2011年
- 麥當勞 玩具篇 電視廣告
- 白鴿洗衣精 香香公主篇 電視廣告
- 伊利金典有機奶 天賜寶貝篇 平面和電視廣告
- 普羅敏 平面和電視廣告
- 公視誰來晚餐 拍攝
- 林口世界首席房地產 平面文宣、DM、電視廣告和介紹片
- 克勞蒂杯子蛋糕 平面廣告
- Les Enphants 麗嬰房童鞋 2011春夏季 服裝型錄
- Les Enphants 麗嬰房童裝 2011春夏季、秋冬季 服裝型錄
- Cherokee Fashion Cookie 2011夏季、秋季、冬季 服裝型錄
- Swatch 兔年手錶發表記者會
- Lenovo平板電腦發表記者會

### 2012年
- 伊利金典有機奶 天賜寶貝王菲篇 平面和電視廣告
- 麥當勞 夢想篇 電視廣告
- Cherokee Fashion Cookie 2012 夏季、秋季、冬季 服裝型錄
- KIDS Magazine 創刊記者會走秀

### 2013年
- 伊利金典有機奶 水草木篇 平面和電視廣告
- GORE TEX 品牌 電視廣告
- 中央存保TVC 洪金保篇 電視廣告
- ELLE KIDS童裝 2013秋冬季 微電影
- 東京恐怖學員 短劇拍攝、演唱主題曲、平面廣告(飾演夜魅子)
- 淡水川普G3棧房地產 簡介片
- 友達光電 簡介片英文配音
- 迪士尼形象廣告
- 新竹遠東巨城百貨 平面廣告
- Kizipad 平面廣告
- KIDS Magazine 雜誌拍攝
- 蘋果日報 副刊拍攝
- 親子天下 雜誌拍攝

### 2014年
- 伊利金典有機奶 平面和電視廣告
- 迪士尼頻道 電視廣告
- 台北市食材登錄平台記者會
- 東京恐怖學員 平面廣告(飾演夜魅子)
- 半島花園房地產介紹片
- Maxwin 服裝型錄
- Mamatomo 服裝型錄
- 翰林英文教材拍攝
- 綠盒子童裝服裝型錄

### 2015年
- Lee 童裝 DM拍攝
- GapKids x ED
- TutorABC 平面拍攝
- 東森購物月刊平面拍攝
- GELEBETE 服裝拍攝
- Mamatomo服裝型錄
- 北台灣房地產 廣告
- 家樂福【中秋烤肉篇】廣告
- 康是美【醫美大賞】網路廣告
- 安卓手機遊戲【小小大英雄】廣告
- 和泰汽車交通安全公益廣告
- 伊利金典有機奶廣告 (2011-2015) 四度和王菲合作
- 法國髮上珠寶 Alexandre de Paris 亞歷山卓 走秀
- 忠孝基金會2015「伴學有你，幸福上學去」助學小天使
- Let's OPEN 健康操大使

### 2016年
- Mamatomo服裝型錄

## 外部連結
- 吳若瑄 Ella的Facebook專頁
- Owen and Ella的Facebook專頁
- 吳若瑄Ella的新浪微博